# New Grosvenor Stadium
Das New Grosvenor Stadium ist ein Stadion in Ballyskeagh, einem kleinen Vorort von Lisburn, Nordirland, welches neben seiner Verwendung als Heimstätte des Lisburn Distillery Football Club seit 2008 unter dem Namen Drumbo Park auch als Veranstaltungsort von Greyhoundrennen dient.

## Geschichte
Das New Grosvenor Stadium wurde 1980 gebaut, da 1971 das alte Stadion des Vereins, der Grosvenor Park, bei einem Feuer zerstört wurde. In den fast zehn Jahren zwischen den beiden Stadien spielte das Team auf verschiedenen Plätzen in der Umgebung.

## Das Stadion
Das Stadion verfügt über 8.000 Plätze, darunter 1.600 Sitzplätze. Die Haupttribüne besteht ausschließlich aus Sitzplätzen und ist überdacht. Die ebenfalls überdachte Gegengerade bietet dagegen ausschließlich Stehplätze. Ein im Jahr 2008 anlässlich der Eröffnung des Drumbo Park als Greyhoundrennbahn errichteter verglaster Neubau auf der Gegengerade, welcher die dort ursprünglich bestehende Tribüne ersetzt und nunmehr ein Restaurant sowie weitere Sitzplätze und Logen bietet, wird hingegen nur an Renntagen verwendet.  
Vom linken Ende der Haupttribüne bis zur Gegengeraden sind halbkreisförmig weitere Stehplätze angeordnet. Das Sitzplatzmuster auf der Haupttribüne ergibt den Schriftzug Whites, dem Spitznamen des Lisburn Distillery FC.
Das Spielfeld wird vollständig von einer mit Sand ausgelegten Greyhoundrennbahn eingeschlossen, die wiederum beiderseits von einem entsprechenden Geländer umgeben ist.